# Basiliskos
Flavius Basiliscus, sau Basiliskos (n. secolul al V-lea d.Hr., Cappadocia, Regiunea Anatolia Centrală, Turcia – d. 476 d.Hr., Cappadocia, Regiunea Anatolia Centrală, Turcia) a fost un împărat al Imperiului Roman de Răsărit, membru al Dinastiei Leonide, care a domnit pentru scurt timp (9 ianuarie 475–august 476), când împăratul Zenon a fost izgonit din Constantinopol din cauza unei revolte.

## Biografie
Basiliskos era fratele împărătesei Aelia Verina, soția împăratului Leon I (457–474). Relația sa cu împăratul i-a permis să urmeze o carieră militară care, după câteva succese la început, a luat sfârșit în 468, după ce a condus dezastruoasa invazie bizantină a Africii vandale, una dintre cele mai mari operațiuni militare ale Antichității târzii.
Basiliskos a preluat puterea în 475, exploatând nepopularitatea împăratului Zenon, succesorul „barbar” al lui Leon, și un complot organizat de Verina care l-a obligat pe Zenon să plece din Constantinopol. În timpul scurtei sale domnii, însă, Basiliskos și-a înstrăinat susținătorii din rândurile bisericii, ca și pe locuitorii Constantinopolului, promovând monofizismul, în opoziție cu credința calcedoniană. Politica sa de a-și asigura puterea prin numirea de oameni loiali în roluri-cheie i-a atras antipatia unor figuri importante de la curte, inclusiv pe sora sa Verina. Astfel, când Zenon a încercat să redobândească imperiul, nu s-a confruntat cu nicio opoziție, a intrat triumfător în Constantinopol, și l-a capturat și ucis pe Basiliskos și pe familia sa.
Lupta dintre Basiliskos și Zenon a împiedicat Imperiul Roman de Răsărit să intervină pentru a opri căderea Imperiului Roman de Apus, care a avut loc la începutul lui septembrie 476. Când liderul tribului herulilor, Odoacru, l-a detronat pe împăratul occidental Romulus Augustus, trimițând regalia imperială la Constantinopol, Zenon abia își recâștigase tronul, și nu a mai putut face altceva decât să-l numească pe Odoacru dux al Italiei, punând capăt existenței Imperiului Roman de Apus.

## Originea și începutul carierei
Probabil de origine balcanică, Basiliskos era fratele Aeliei Verina, soția lui Leon I. Pe baza interpretării unui fragment scris de Ioan din Antiohia (209.1), în care se arăta că Odoacru și Armatus, nepotul lui Basiliskos, erau frați, s-a sugerat că Basiliscus ar fi unchiul căpeteniei tribului Heruli, Odoacru. Nu toți istoricii acceptă, însă, această interpretare, deoarece niciun izvor nu spune nimic despre originea străină a lui Basiliskos. Se știe că Basiliskos avea o soție, Zenonis, și cel puțin un fiu, Marcus.
Cariera militară și-a început-o în timpul domniei lui Leon I. Împăratul i-a dăruit cumnatului său titlul de dux, sau comandant al armatei, în Tracia. În această zonă, Basiliskos a condus o campanie militară împotriva bulgarilor în 463. I-a urmat lui Rusticius ca Magister militum per Thracias (464), și a repurtat unele succese împotriva goților și hunilor (466 sau 467).
Leon a început să-l aprecieze pe Basiliskos din ce în ce mai mult. Intervențiile Verinei în favoarea fratelui său au ajutat la progresul carierei militare și politice a lui Basiliskos, el devenind consul în 465 și posibil și patricius.

## Ratarea expediției împotriva vandalilor

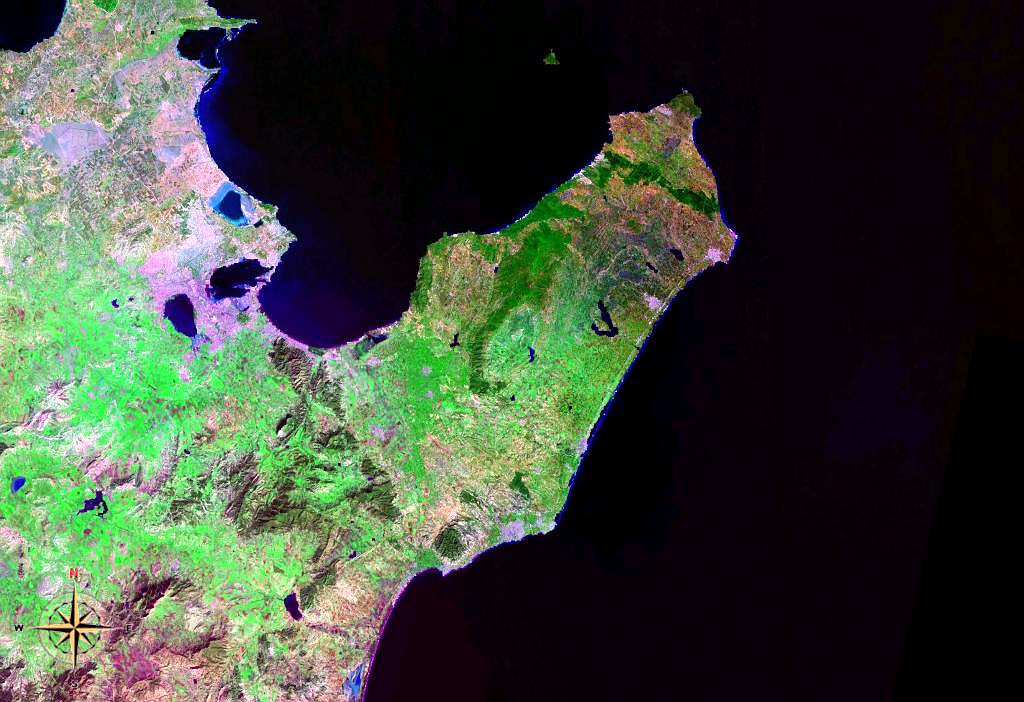
Capul Bon, în Tunisia de astăzi, este locul unde flota bizantină condusă de Basiliskos a debarcat pentru a lansa un atac împotriva capitalei vandalilor, Cartagina.

În 468, Leon l-a ales pe Basiliskos să conducă faimoasa expediție militară împotriva Cartaginei. Invazia regatului vandalilor a fost una din cele mai mari acțiuni militare din analele istoriei, o operațiune combinată cu peste zece mii de vase și o sută de mii de soldați. Scopul operațiunii a fost de a-l pedepsi pe regele vandal Geiseric pentru devastarea Romei din 455, în care fosta capitală a Imperiului Roman de Apus a fost cucerită, iar împărăteasa Licinia Eudoxia (văduva împăratului Valentinian III) și fiicele ei fuseseră luate ostatice.
Planul a fost pus la cale de împăratul oriental Leon, împăratul occidental Anthemius și generalul Marcellinus, care se bucura de mână liberă în Illyricum. Basiliskos a primit ordin să navigheze direct către Cartagina, în vreme ce Marcellinus ataca și cucerea Sardinia, iar o a treia armată, comandată de Heraclius din Edessa, debarca pe coasta libiană, la est de Cartagina, avansând rapid. Se pare că forțele combinate s-au întâlnit în Sicilia, de unde cele trei flote au plecat la diferite momente de timp.
Istoricii antici și moderni dau diverse estimări ale numărului de nave și de trupe aflate sub comanda lui Basiliskos, dar și pentru costurile expediției. Ambele erau enorme; Nicephorus Gregoras vorbește de o sută de mii de vase, Cedrenus spune că flota ce a atacat Cartagina era formată din 1113 vasem fiecare cu câte o sută de oameni la bord. Cea mai conservatoare estimare a costurilor expediției este de 30.000 kg de aur, o sumă care depășea veniturile pe un an.
Sardinia și Libia erau deja cucerite de Marcellinus și Heraclius, când Basiliskos a aruncat ancora lângă Promontorium Mercurii, astăzi Capul Bon, la aproximativ 60 km de Cartagina. Geiseric i-a cerut lui Basiliskos să-i dea cinci zile să pună la punct condițiile păcii. În timpul negocierilor, Geiseric și-a adunat vasele și a atacat brusc flota romană. Vandalii umpluseră multe vase cu materiale inflamabile. În timpul nopții, aceste vase-torță au fost împinse înspre flota romană. Comandanții bizantini au încercat să salveze unele vase de la distrugere, dar aceste manevre au fost blocate de atacul altor vase vandale.
Basiliskos a fugit din mijlocul luptei. O jumătate din flota romană a fost arsă, scufundată sau capturată, iar cealaltă jumătate l-a urmat pe fugarul Basiliskos. Întreaga expediție a fost un eșec. Heraclius s-a retras prin deșert în Tripolitania și a rezistat pe poziții doi ani până a fost chemat înapoi; Marcellinus s-a retras în Sicilia, unde s-a întâlnit cu Basiliskos; generalul a fost, însă, asasinat, probabil din ordinele lui Ricimer, de unul dintre căpitanii săi; iar regele vandalilor și-a exprimat surprinderea și satisfacția, când romanii înșiși i-au ucis pe dușmanii săi cei mai puternici.
După ce s-a întors la Constantinopol, Basiliskos s-a ascuns în biserica Sfânta Sofia pentru a scăpa de furia poporului și de răzbunarea împăratului. În urma medierii Verinei, Basiliskos a obținut iertarea împăratului, și a fost pedepsit doar cu exilul la Heraclea Sintică, în Tracia.

## Urcarea pe tron
În 471 și 472, Basiliskos l-a ajutat pe Leon I să scape de influența germanică de la curte, contribuind la uciderea Magister militum-ului alan Aspar. Moartea lui Aspar a provocat o revoltă în Tracia, condusă de ostrogotul trac Theodoric Strabo, iar Basiliskos a fost trimis să o înăbușe, ceea ce a și reușit cu ajutorul nepotului său Armatus. În 474 a primit titlul de caput senatus, „primul dintre senatori”.
După moartea lui Leon, a devenit împărat Zenon, un „barbar” de neam isaurian, dar în același timp ginere al lui Leon, după o scurtă domnie a fiului său Leon al II-lea (474). Originile „barbare” ale împăratului i-a atras lui Zenon antipatia poporului din Constantinopol. Mai mult, militarilor de origine germanică, conduși de Theodoric Strabo, le displăceau ofițerii isaurieni aduși de Leon I pentru a-și reduce dependența de ostrogoți. În cele din urmă, Zenon și l-a înstrăinat pe generalul isaurian Illus, care a fost mituit de Basiliskos. În mijlocul conspirației s-a aflat Verina, care a instigat o revoltă populară împotriva împăratului. Revolta, susținută de Theodoric Strabo, Illus și Armatus, a reușit, iar Verina l-a convins pe împărat să plece din oraș. Zenon a plecat în țara sa natală, aducând cu el pe unii dintre isaurienii ce trăiau în Constantinopol, și trezoreria imperială. Basiliskos a fost proclamat Augustus la 9 ianuarie 475 la palatul Hebdomon, de către miniștrii palatului și de către Senat. Mulțimea din Constantinopol s-a răzbunat pe Zenon, ucigându-i pe aproape toți isaurienii rămași în oraș.
La început, totul părea să meargă bine pentru noul împărat, care a încercat să pună bazele unei noi dinastii, dând titlul deAugusta soției sale Aelia Zenonis și făcându-l pe fiul său Marcus, Caesar, și ulterior Augustus; dar, din cauza conducerii defectuoase a imperiului, Basiliskos și-a pierdut rapid susținătorii.

## Domnia

### Corupția și incendiul din Constantinopol
Cea mai urgentă problemă cu care s-a confruntat noul împărat a fost lipsa de resurse în trezoreria imperiului. Basiliskos a fost obligat să crească taxele și să recurgă la vânzarea funcțiilor, generând nemulțumire în rândul populației. El a obligat și biserica să plătească, cu ajutorul prefectului Epinicus, vechi favorit al Verinei.
La începutul domniei, Constantinopolul a suferit un mare incendiu, care a distrus case, biserici, și a ars complet uriașa bibliotecă construită de împăratul Iulian. Incendiul a fost văzut ca semn rău pentru domnia lui Basiliskos.

### Tensiuni cu colaboratorii
Basiliskos se bazase pe suportul unor figuri importante de la curte în lupta sa pentru putere. El a pierdut, însă, susținerea multora dintre acestea în scurt timp. Mai întâi, Basiliskos și-a îndepărtat-o chiar pe sora sa Verina, după ce l-a executat pe Magister Officiorum Patricius. Patricius era amantul Verinei, iar împărăteasa plănuia să-l facă împărat și să se căsătorească cu el: chiar revolta împotriva lui Zenon fusese organizată cu scopul de a-l face pe Patricius împărat. Basiliskos, însă, îi dejucase planurile surorii sale și, după fuga lui Zenon, i-a determinat pe miniștri și pe senatori să-l aleagă pe el în locul lui Patricius, ca împărat. Basiliskos a ordonat uciderea lui Patricius, întrucât acesta era un posibil uzurpator al noului împărat; în consecință, Verina a uneltit apoi împotriva lui Basiliskos din cauza execuției amantului ei.
Theodoric Strabo, a cărui ură față de isaurianul Zeno l-a făcut să susțină revolta lui Basiliskos, a părăsit tabăra noului împărat. Basiliskos îl făcuse pe nepotul său Armatus, despre care se zvonea că este amantul soției lui Basiliskos, magister militum, același rang pe care-l avea și Strabo. În cele din urmă, susținerea lui Illus nu era nici ea foarte fermă, dat fiind masacrul isaurienilor pe care Basiliskos l-a permis.

### Controverse religioase
La acea vreme, creștinismul era în plin conflict între monofiziți și calcedonieni. Erau două poziții cristologice; monofiziții susțineau că Hristos are o singură natură din două, iar calcedonienii susțineau că el avea și natură umană, și natură divină. Conciliul de la Calcedon, convocat de împăratul Marcian în 451, exclusese monofizismul, cu susținerea papei în Occident și cu susținerea multor episcopi din Orient. Poziția monofiziților era încă puternică: cei doi patriarhi monofiziți Timotei Aelurus din Alexandria și Petru Fullo din Antiohia au fost dați jos.
De la începutul domniei, Basiliskos a dat susținere monofiziților. Zacharias Scholasticus relatează că un grup de călugări monofiziți egipteni, auzind de moartea împăratului Leon, s-au mutat de la Alexandria la Constantinopol să-i scrie lui Zenon în favoarea lui Timotei, dar la sosirea lor în capitală, l-au găsit pe noul ales Basiliskos. Magister Officiorum Theoctistus, fostul medic al lui Basiliskos, era frate cu unul dintre călugări și astfel, delegația a obțiunt o audiență la Basiliskos, și, cu susținerea lui Theoctistus și a împărătesei, l-au convins pe Basiliskos să-i readucă din exil pe patriarhii monofiziți exilați.
Basiliskos i-a reîntronizat pe Timotei Aelurus și pe Petru Fullo, și, la îndemnul primului, a emis la 9 aprilie 475 o circulară (Enkyklikon) episcopilor prin care le cerea să accepte ca valide doar primele trei sinoade ecumenice și să respingă conciliul de la Calcedon. Toți episcopii urmau să semneze edictul. Deși majoritatea episcopilor orientali au acceptat scrisoarea, patriarhul Constantinopolului Acacius a refuzat, cu susținerea populației orașului, arătându-și fățiș disprețul față de Basiliskos prin draparea în negru a icoanelor din biserica Sfânta Sofia.

## Decăderea și moartea

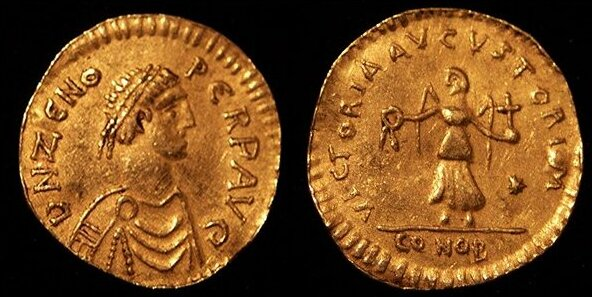
Tremissis emisă de împăratul Zenon. Zenon, al cărui nume inițial fusese Tarasicodissa, era de origine isauriană, și deci era considerat „barbar” nefiind iubit de constantinopolitani. Basiliskos i-a exploatat nepopularitatea pentru a câștiga tronul, dar și-a pierdut și el susținerea poporului, mai ales din cauza credințelor sale religioase.

La scurt timp după urcarea pe tron, Basiliskos i-a trimis pe Illus și pe fratele acestuia Trocundus împotriva lui Zenon, care, întârit în fortărețele din regiunea sa, își reluase viața de căpetenie isauriană. Basiliskos, însă, nu a reușit să îndeplinească promisiunile făcute celor doi generali; mai mult, ei au primit scrisori din partea unor miniștri de la curte, prin care li se cerea readucerea lui Zenon, întrucât orașul prefera acum restaurarea unui isaurian față de un monofizit a cărui nepopularitate creștea din cauza lăcomiei de bani a miniștrilor săi.
În timpul operațiunilor din Isauria, Illus l-a luat prizonier pe fratele lui Zenon, Longinus, și l-a ținut într-o cetate isauriană. Crezând că va avea influență mai mare asupra lui Zenon dacă acesta ar redeveni împărat, a trecut de partea acestuia și a plecat împreună cu el spre Constantinopol în vara lui 476. Când Basiliskos a aflat de acest pericol, s-a grăbit să-și anuleze edictele bisericești și să-i liniștească pe Patriarh și pe popor, dar era deja prea târziu.
Armatus, magister militum, a fost trimis în Asia Mică cu toate armatele disponibile, pentru a opri avansul armatei isauriene, dar mesajele secrete ale lui Zenon, în care el îi promitea titlul de magister militum pe viață și titlul de Caesar pentru fiul lui, l-au făcut să-și trădeze stăpânul. Armatus a evitat drumul pe care Zenon avansa și a intrat în Isauria pe alt drum. Această trădare i-a pecetluit soarta lui Basiliskos.
În August 476, Zenon a asediat Constantinopolul. Senatul a deschis porțile orașului, permițând împăratului detronat să-și recâștige tronul. Basiliskos s-a refugiat într-o biserică, dar a fost trădat de Acacius și s-a predat împreună cu familia sa după ce i s-a promis de către Zenon că sângele lor nu va fi vărsat. Basiliskos, soția sa Aelia Zenonis și fiul său Marcus au fost trimiși într-o cetate în Cappadocia, unde Zenon i-a închis într-un rezervor de apă gol, să moară de sete.
Basiliskos a domnit doar douăzeci de luni. El este descris de izvoare ca un general de succes, dar încet la judecată și ușor de păcălit.